# Тадеуш Лер-Сплавински
Тадѐуш Франчѝшек Ян Лер-Сплавѝнски (на полски: Tadeusz Franciszek Jan Lehr–Spławiński) е полски езиковед славист, професор по славянска филология в Ягелонския университет (1929 – 1962) и негов ректор в годините 1938 – 1939 и 1945 – 1946. Автор на около 400 научи единици с областта на диалектологията, етимологията, историята на полския език и ономастиката.
Създател и ръководител на Катедрата по славянска филология на Познанския университет (1918 – 1921), професор в Лвовския университет (1922 – 1929), затворник в концентрационен лагер „Заксенхаузен“ (1939 – 1940), член на Полската академия на знанията и Полската академия на науките, чуждестранен член на Българската академия на науките.

## Подбрани трудове
- Stosunki pokrewieństwa języków ruskich (1921)
- Zarys gramatyki języka staro–cerkiewno–słowiańskiego (1923)
- Gramatyka połabska (1929)
- O pochodzeniu i praojczyźnie Słowian (1946)
- Język polski. Pochodzenie, powstanie i rozwój (1947)
- Przegląd i charakterystyka języków słowiańskich (1954) – в съавторство с Владислав Курашкевич и Франчишек Славски
- Gramatyka historyczna języka polskiego (1955) – в съавторство със Зенон Клеменшевич и Станислав Урбанчик
- Słownik etymologiczny języka Drzewian połabskich (1962) – том I в съавторство с Кажимеж Полянски